# Westlandkessel

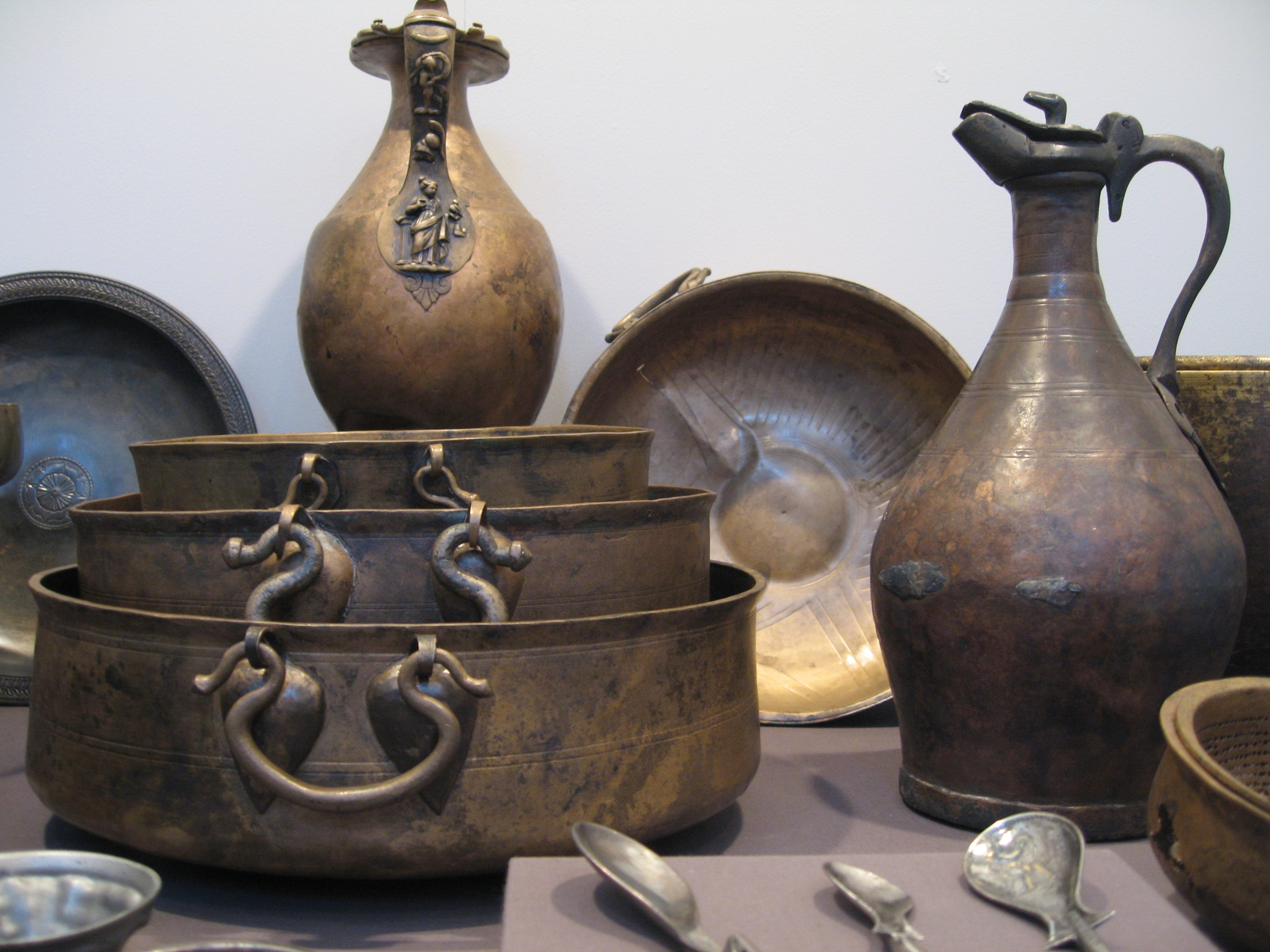
Dreiersatz Westlandkessel aus dem Hortfund von Neupotz

Westlandkessel (nach der norwegischen Region Vestlandet; norwegisch Vestlandskittlar) sind aus Kupfer oder Bronze erstellte eisenzeitliche Kessel mit steilem Rand und gewölbtem Boden; eine vermutlich aus dem provinzialrömischen Westeuropa importierte Gefäßform. Mehr als die Hälfte aller schwedischen Westlandkessel sind in Grabhügeln mit Brandbestattungen in der Küstenzone Medelpads gefunden worden. Die übrigen stammen überwiegend von Gotland. Aus Norwegen sind etwa 125 Exemplare bekannt.

## Beschreibung
Westlandkessel werden in die Gruppen Hauken 1 (älter) und 2 unterteilt. Westlandkessel sind aus Kupfer oder Bronze erstellte Kessel mit steilem Rand, gewölbten Boden und (beim Typ Hauken 2) mit dreieckigen Attachén.
Die Fundsituation in Medelpad war im Großen und Ganzen die gleiche: ein erdgedeckter Steinhügel über einer kleinen Steinkiste mit einem Kessel auf einer Bodenplatte aus Stein. Unter dem Kessel lag eine Brandschicht. Außer verbrannten Knochen enthielten die Kessel geschmolzene Glasklumpen von Bechern, knöcherne Pfeilspitzen, zuweilen ein wenig Gold. Der Grabhügel mit Steinkern über einer Brandschicht ist eine norrländische Grabform. Fremd, und zwar norwegisch, ist der mit verbrannten Knochen und Beigaben gefüllte in einer Steinkiste deponierte Kessel.

## Funde
Das erste 1916 wissenschaftlich untersuchte Kesselgrab liegt bei Kvitsle/Njurunda in Medelpad und gehört zu einem Gräberfeld mit ursprünglich sieben Hügeln, auf dem zuvor bei laienhaften Grabungen zwei Westlandkessel geborgen wurden. Der untersuchte Hügel zeigte auf einer 3 Meter messenden Brandschicht (dem Verbrennungsplatz) zuunterst im Steinhügel, einen Westlandkessel in einer sorgfältig gebauten kleinen Kiste aus sieben hochkant gestellten Steinen. Die Kiste war mit Birkenrinde ausgelegt, die zum Teil erhalten war. Zwischen den verbrannten Knochen lagen zwei zerdrückte Tongefäße, Schmelzklumpen eines Glasgefäßes, einige dreieckige knöcherne Pfeilspitzen und Bärenkrallen (als Reste eines Bärenfelles). Aus einem der zuvor geborgenen Kessel stammen ebenfalls Teile geschmolzenen Glases, ein goldener Fingerring und ein abgenutzter Solidus für Valens (364–378), der einer der ältesten in Schweden ist. Die Gräber werden etwa zwischen 400 und 475 angelegt worden sein. Das Grab von Lunde kann auf 300 n. Chr. datiert werden.
Westlandkessel wurden unter anderem auch in einem Altrheinarm nahe dem pfälzischen Ort Neupotz und im Kragehul auf Fünen in Dänemark entdeckt. 2004 wurde der Westlandkessel aus Lunde in Medelpad gefunden. Eine späte Form ist der „Gotlandkessel“.

## Kontext
Der Import von Kesseln, vor allem aber die in Medelpad fremde Grabsitte, soll mit einem Zuzug aus dem südwestlichen Norwegen zusammenhängen. Etwa gleichzeitig treten in den norrländischen Gräbern in Medelpad, aber auch in Ångermanland, Jämtland und Hälsingland Tongefäße norwegischen Typs auf. Sie sind anhand der norwegischen Tongefäßchronologie dem 5. und 6. Jahrhundert zugewiesen worden. Die Tongefäße können importiert sein, doch wahrscheinlich sind sie in Norrland von denselben Einwanderern gefertigt worden, die die Kesselgräber anlegten.